# 코로차

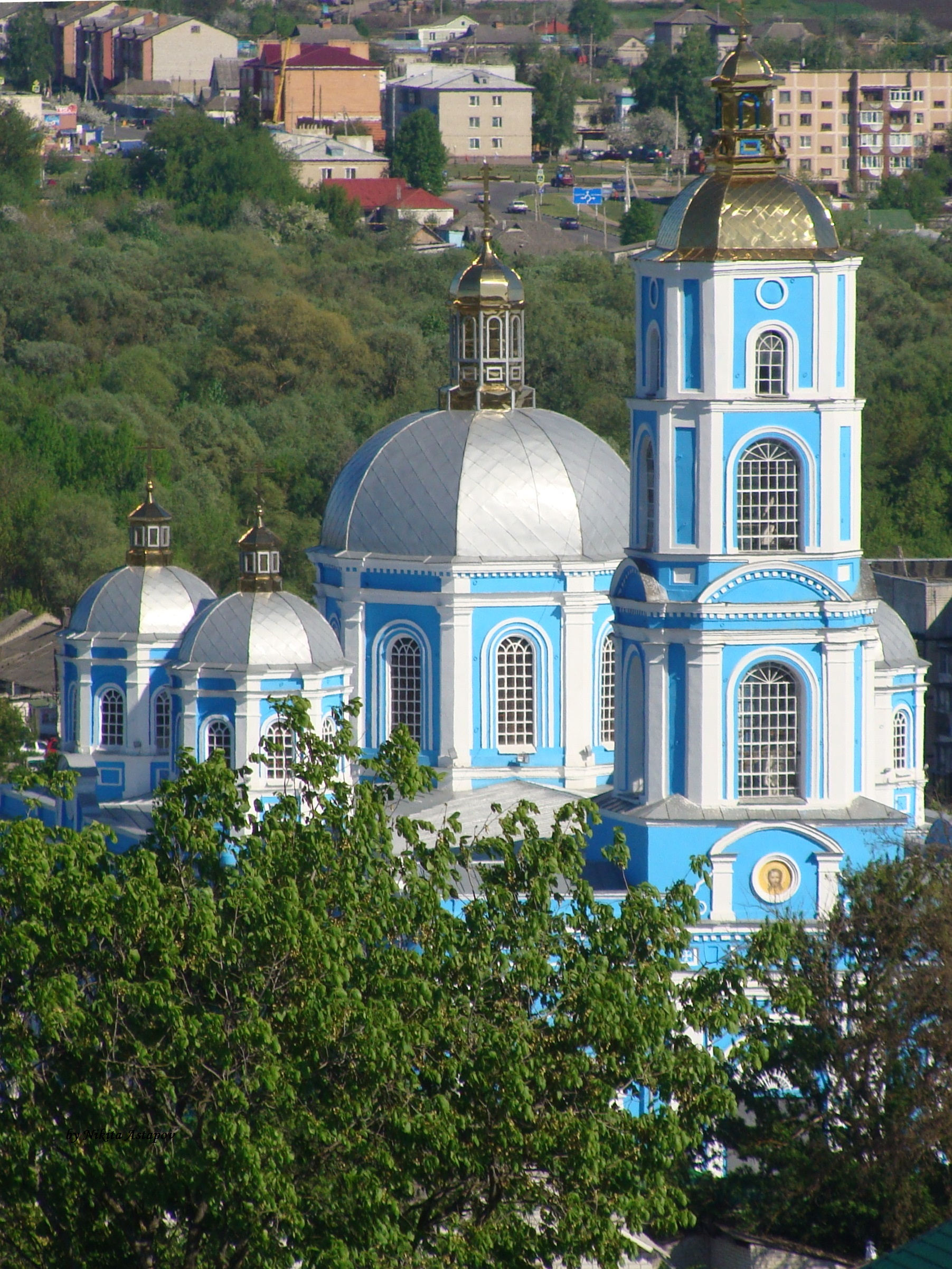

코로차(러시아어: Короча, 영어: Korocha)는 벨고로드 주의 작은 도시이고 코로차 강이 흐른다. 벨고로트에서 북동쪽으로 57km지점에 위치해 있다. 인구는 6,046명(2002년)이다.
코로차 시는 1638년에 지어졌다.